# István Nagy (peintre)
Pour les articles homonymes, voir István Nagy (homonymie) et Nagy.
Dans le nom hongrois Nagy István, le nom de famille précède le prénom, mais cet article utilise l’ordre habituel en français István Nagy, où le prénom précède le nom.
István Nagy, né le 28 mars 1873 à Csíkmindszent (aujourd'hui Misentea en Roumanie) et mort le 13 février 1937 à Baja, est un artiste hongrois, peintre de paysages et de personnages. Il est l'un des représentants les plus originaux du courant réaliste et constructiviste de la peinture hongroise moderne.

## Biographie
István Nagy naît et passe son enfance dans la région de Csík (aujourd'hui en roumain Ciuc) du Pays sicule en Transylvanie. Il est enseignant à Homokmégy dans la grande plaine hongroise quand le peintre et critique d'art Gusztáv Kelety remarque son don pour le dessin, et il devient alors l'élève de Bertalan Székely à l'École de dessin technique (Mintarajziskola) de Budapest. En 1899 il part étudier à Munich, où il remporte plusieurs prix académiques, puis en 1900 à Paris à l'Académie Julian grâce à une bourse, et en 1902 il séjourne en Italie. Il revient cependant dans sa région natale, peignant aux alentours du lac Gyilkos-tó (Lacul Roșu (en)) et restant un peintre réaliste du paysage hongrois et des Hongrois. Sa première exposition a lieu en 1902 à Csíkszereda (aujourd'hui Miercurea Ciuc en Roumanie), avec 150 de ses œuvres. Au cours de la Première Guerre mondiale, il peint surtout des portraits de soldats.
En 1923, il fait sensation avec une collection de ses œuvres au Salon National de Budapest (hu) (Nemzeti Szalon), où il expose à nouveau en 1927 et 1929. Le prix de peinture de la Société Szinyei lui est décerné en 1924.
Il voyage toute sa vie, parcourant le monde d'abord seul, puis avec sa famille, et souvent à pied, tout en dessinant sans arrêt, surtout au pastel et au fusain. Ce n'est qu'avec l'aggravation de sa tuberculose qu'il adopte un mode de vie sédentaire, à Szentes, Kecskemét puis à partir de 1930 définitivement à Baja. Il vit jusqu'au bout dans la pauvreté, travaillant avec des matériaux bon marché, et peint même parfois sur du papier sulfurisé alimentaire.
Il est élu membre du KÚT (hu) (« Nouvelle société des artistes ») en 1936, mais sa santé est déclinante et il meurt d'une attaque cérébrale en 1937.

## Œuvre
István Nagy est classé parmi les représentants de l'école de l'Alföld car il représente ses thèmes de façon profondément réaliste, mais il se distingue par une structuration stricte, et du fait de la détermination géométrique de ses créations, son œuvre appartient aussi au courant constructiviste de la peinture moderne.
Ses paysages et portraits dessinés à la craie et au pastel sont caractérisés par leur atmosphère puritaine et leur force constructiviste. Il immortalise aussi bien les rudes montagnes de sa région natale de Csík que le coucher de soleil aux mille couleurs sur le lac Balaton ou la blancheur étincelante et étouffante du paysage des fermes de la grande plaine hongroise. Il peint volontiers les animaux au pâturage, ainsi que les paysans au visage ridé par la vie et les personnes les plus démunies et rejetées de la société, entrant avec compassion dans les profondeurs de l'expression d'un visage. Son art utilise en général une palette de couleurs réduite, et est caractérisé par la création rapide, d'un seul jet ; on recense de lui plus de 4000 œuvres.
Il a influencé la colonie d'artistes de Hódmezővásárhely (créée en 1908), ainsi que l'œuvre de Jenő Barcsay.

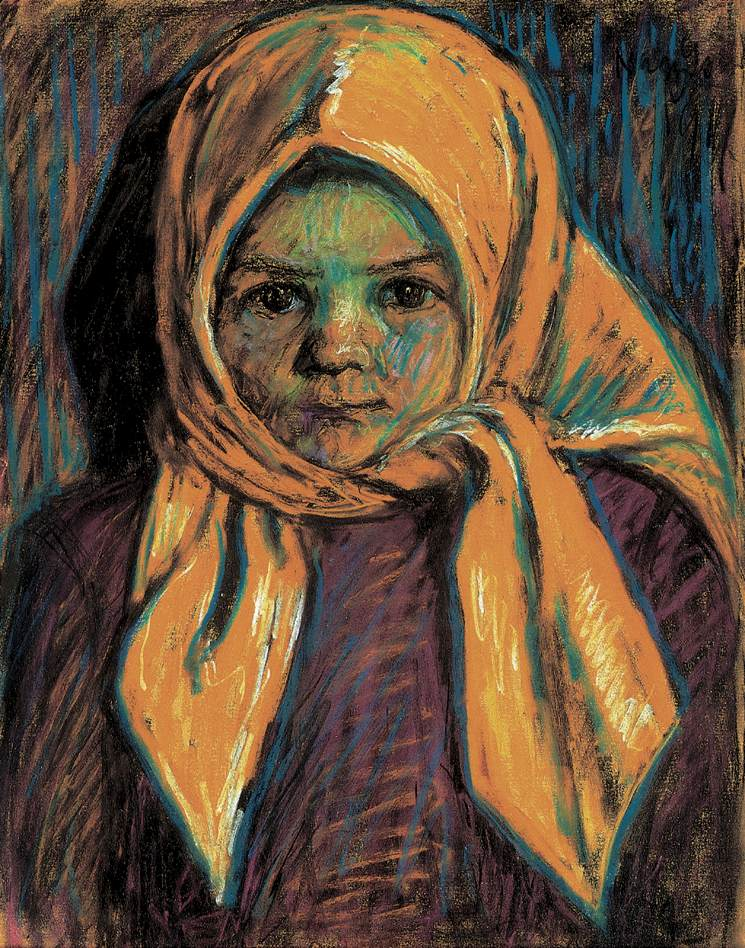
Sárgakendős kislány (« Petite fille au foulard jaune », 1917)
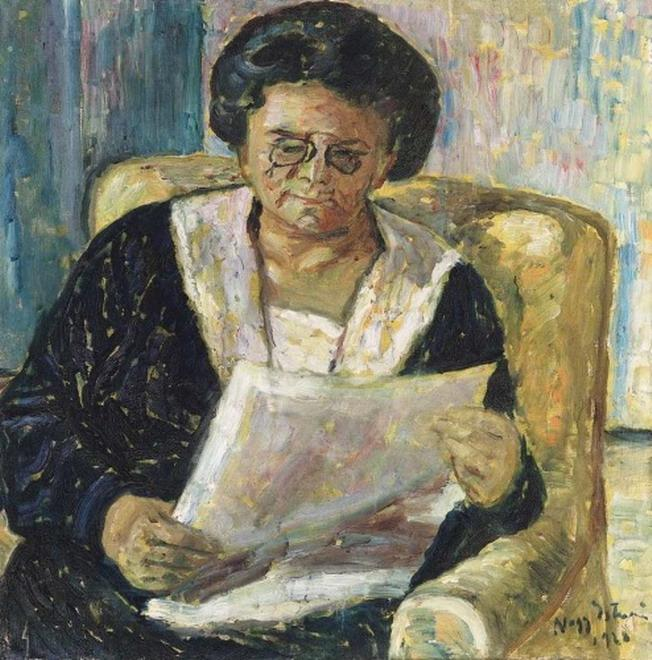
Újságolvasó (« Liseuse de journal », 1920)
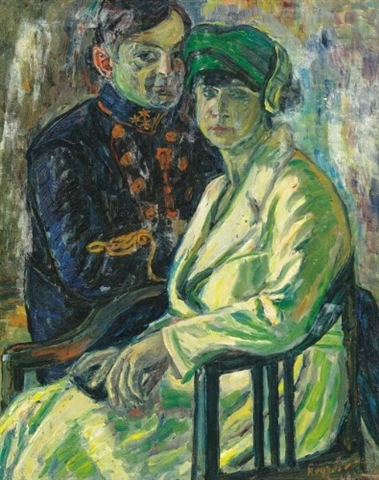
Egymás mellett (« Côte à côte », date inconnue)
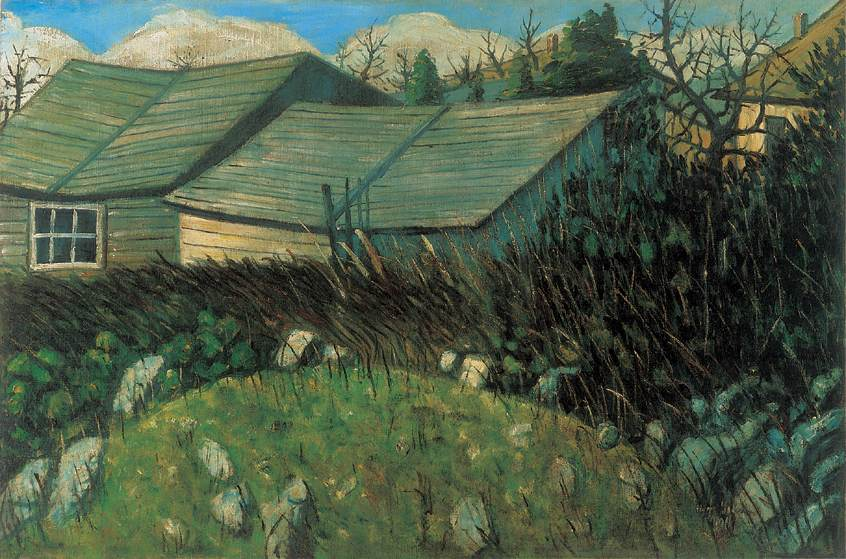
Hátsó udvar (« Arrière-cour », 1911)
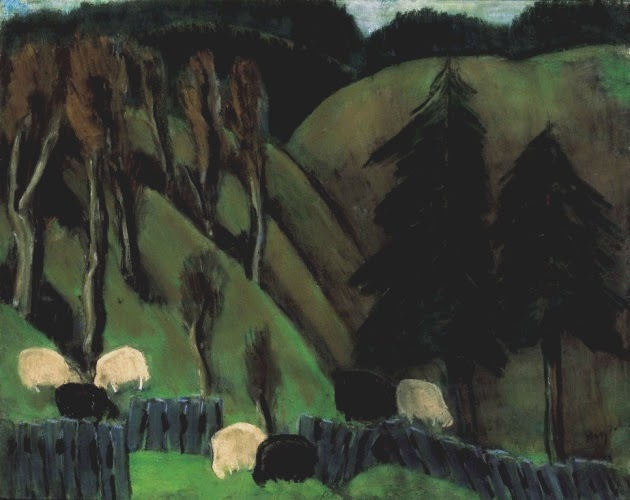
Birkák székely hazámból (« Moutons de ma patrie sicule », 1927)